# Vallecas

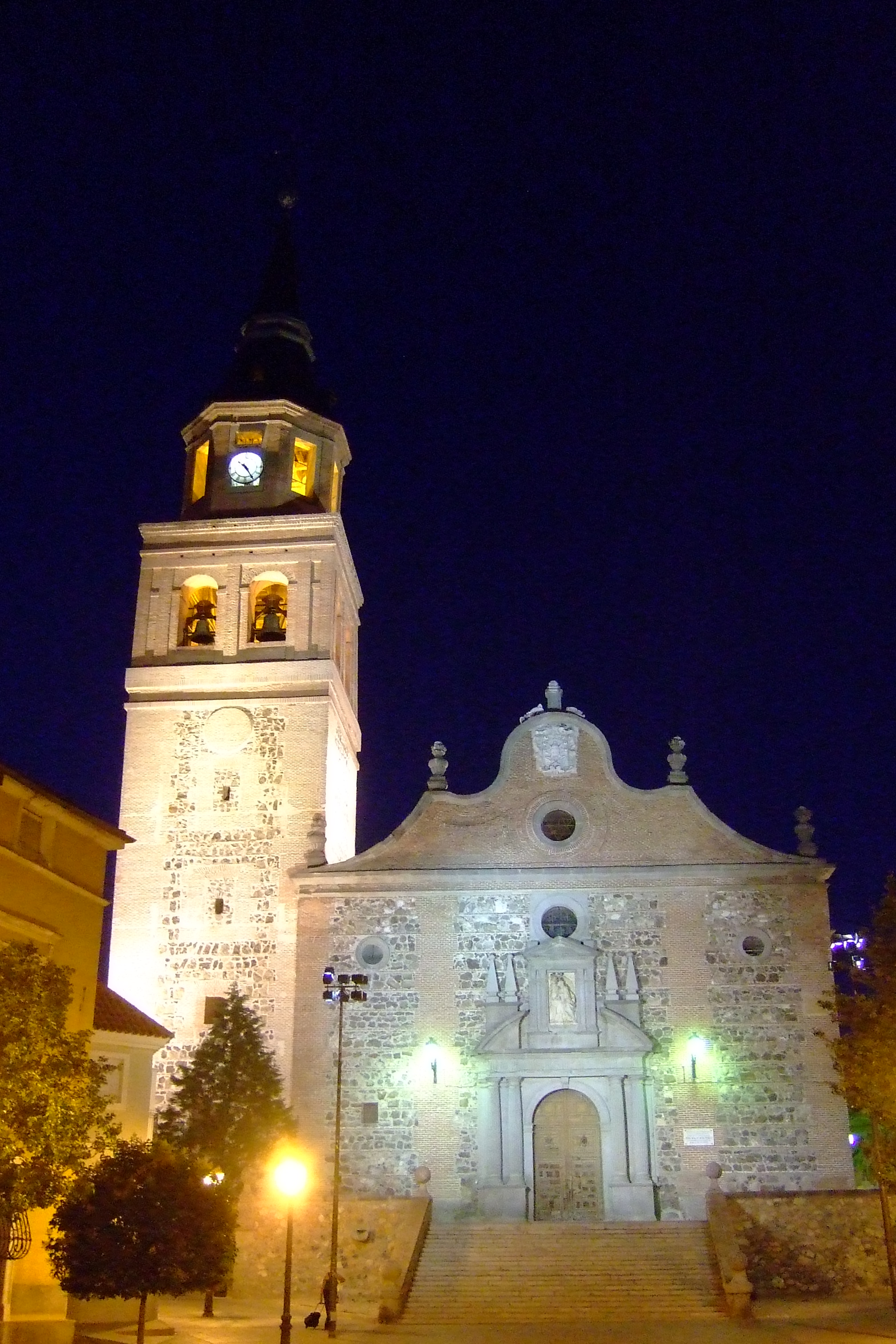
La chiesa di san Pietro ad vincula

Vallecas è una zona di Madrid corrispondente a due distretti: Puente de Vallecas (240 917 abitanti) e Villa de Vallecas (65.162 abitanti); quest'ultima in passato fu, con il nome di Vallecas, un comune a sé stante per poi essere inglobato a Madrid nel 1950.

## Geografia
Il quartiere si sviluppa fra la M-30 e la M-40, due strade a scorrimento veloce che si sviluppano come anelli concentrici intorno a Madrid.

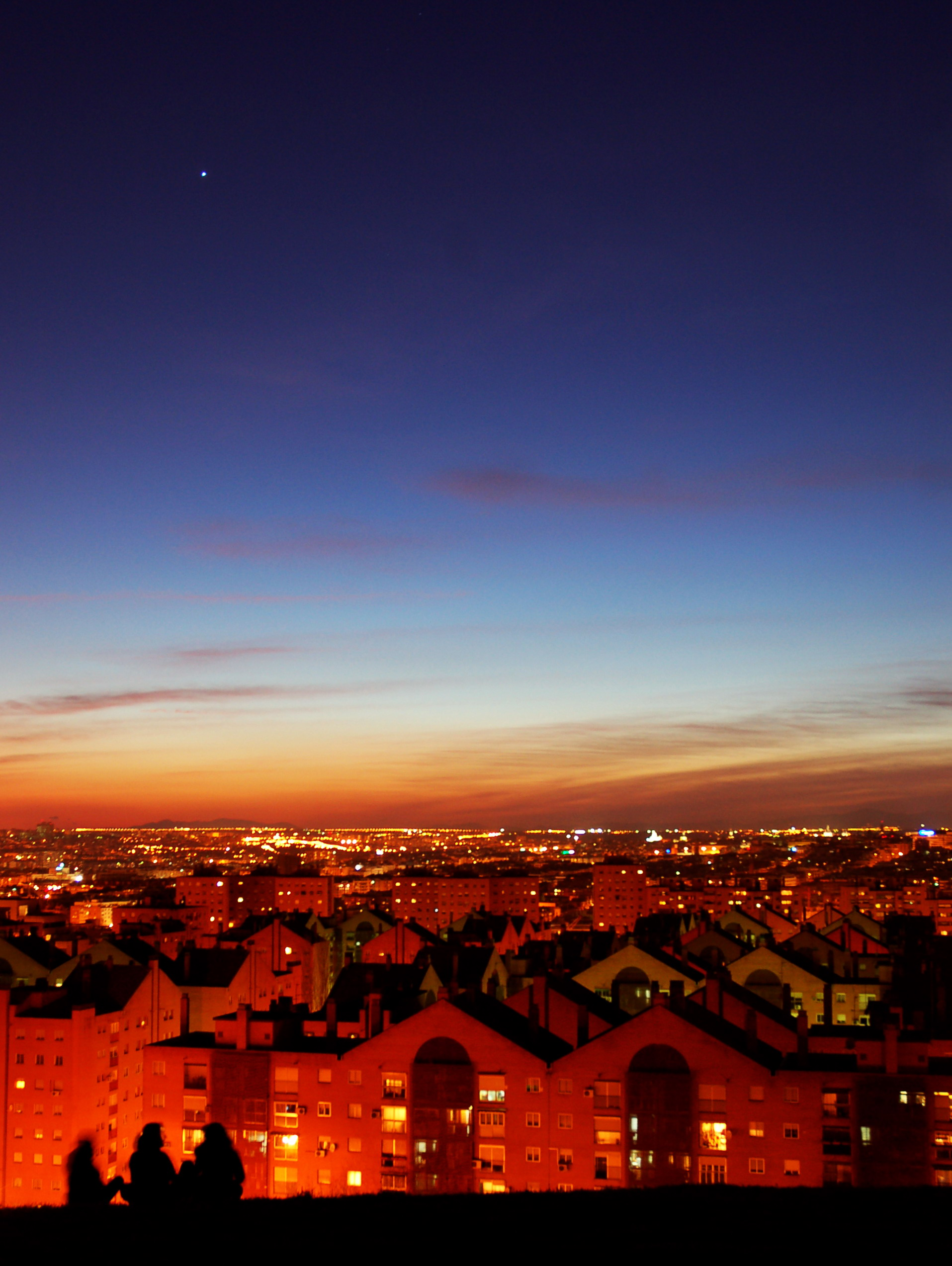
Vallecas al tramonto vista dal Cerro del Tío Pío

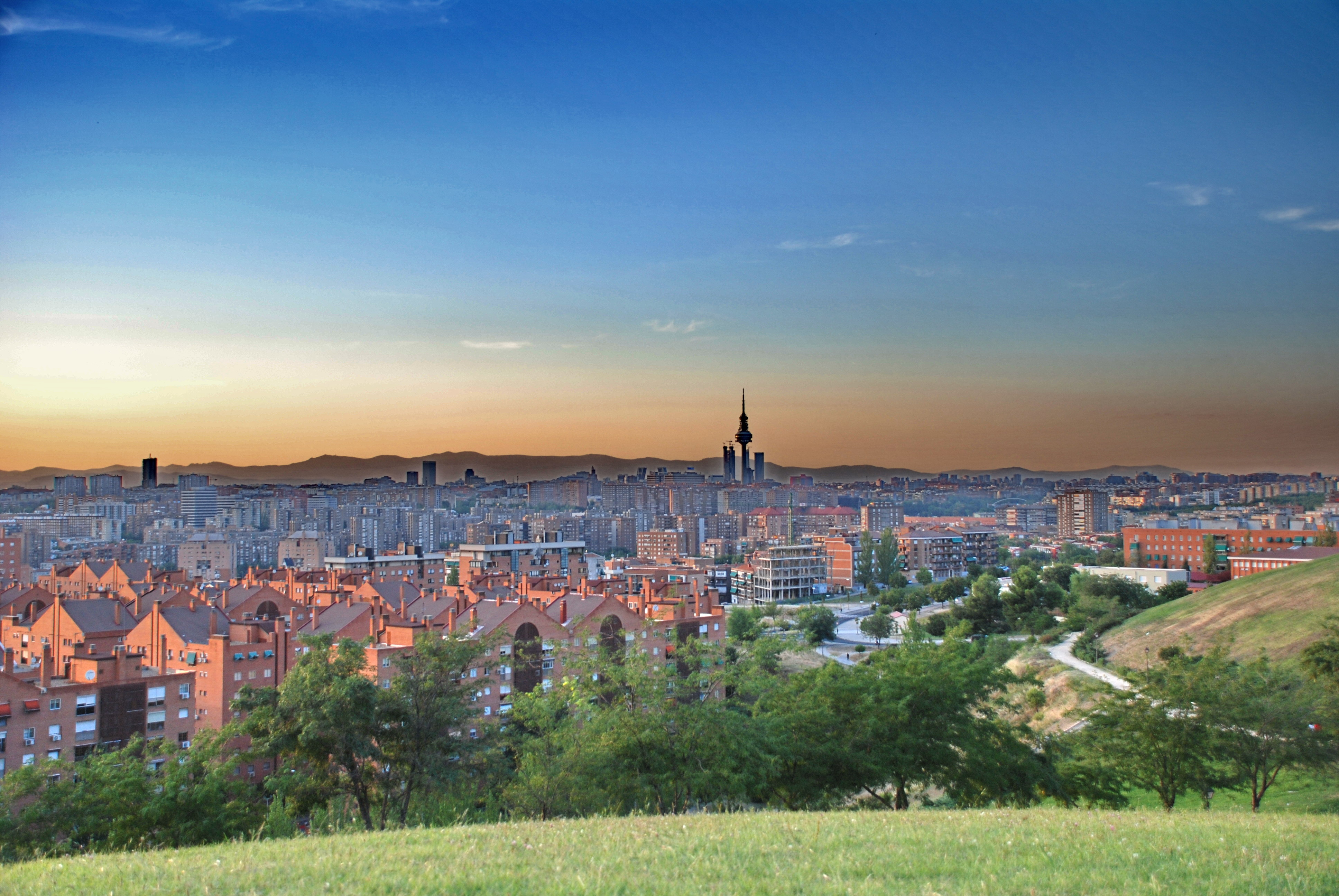
Vallecas vista dal Cerro del Tío Pío

## Cultura
Vallecas è conosciuta per il forte senso di identità dei suoi abitanti. I vallecanos sono orgogliosi del loro quartiere, che viene familiarmente denominato Vallekas o Valle del Kas.

### Musica
Vallecas è divenuta famosa negli ultimi anni anche grazie agli Ska-P, gruppo musicale del quartiere che iniziò a far sentire la propria voce grazie all'emittente radiofonica locale: Radio Vallecas.

### Eventi
Durante le feste in onore della patrona, la Virgen del Carmen, a Vallecas si fa una battaglia navale organizzata dall'unica associazione marinara spagnola che non si trova in una città di mare, la Cofradía Marinera de Vallekas.

## Infrastrutture e trasporti
Vallecas è connessa al centro di Madrid dalla Linea 1 della Metropolitana di Madrid, che attraversa la zona con 13 stazioni: Pacífico, Puente de Vallecas, Nueva Numancia, Portazgo, Buenos Aires, Alto del Arenal, Miguel Hernández, Sierra de Guadalupe, Villa de Vallecas, Congosto, La Gavia, Las Suertes, Valdecarros. Dal capolinea di Valdecarros ci vogliono circa 30 minuti per raggiungere, in pieno centro, la fermata di Sol.
Le linee C-1, C-2, C-7 di Cercanías, rete di treni locali, collegano Vallecas con la stazione di Atocha attraverso le 3 stazioni di Vallecas, El Pozo e Asemblea de Madrid-Entrevias. La stazione di El Pozo è divenuta tristemente famosa per essere stata bersaglio di uno degli attentati dell'11 marzo 2004 a Madrid.

## Sport

### Calcio
Vallecas è riuscita a portare una squadra di calcio, il Rayo Vallecano, il cui stadio si trova alla fermata della Metropolitana di Madrid di Portazgo, fino alla Primera División spagnola. Il Rayo è dunque la terza squadra di Madrid dopo il Real e l'Atlético.

### Podistica
Un evento sportivo di grande tradizione ed importanza è la San Silvestre Vallecana, una gara di riferimento dell'atletica popolare in Spagna, che si celebra ogni anno il 31 dicembre, giorno di San Silvestro.